# Ney da Matta
Roneivaldo da Matta Soares, mais conhecido como Ney da Matta (Ipatinga, 17 de abril de 1967 – Ipatinga, 18 de maio de 2019), foi um treinador de futebol brasileiro.

## Carreira
Ney inicia sua carreira de treinador, nas categorias de base, por onde ficou até 1998, onde inicia treinando um elenco principal, no Tupi de Juiz de Fora, depois comandou o Unibol e Valeriodoce, até retornar pela segunda vez, ao comando do Tupi. após isso foi treinar o Ipatinga, Democrata de Sete Lagoas, Uberlândia, CRB, SEV, Sampaio Corrêa, retornando ao comando do Uberlândia e Ipatinga, onde a levou pela primeira vez, a Série B do Brasileiro.
Dirigiu ainda o Brasil de Pelotas, Grêmio Inhumense, Unaí, Linense, Guará, CRAC. Em 2011, voltou a ser treinador do Ipatinga, onde a levou pela segunda vez à Série B e deixando a equipe em junho de 2012, após péssima campanha, na Série B. Meses depois acertou com o Brasiliense.
O último clube que atuou como treinador foi o CRAC de Catalão, Goiás, do qual se desligou em março de 2019. Nos meses seguintes seguiu no comando da escolinha de futebol Ney da Matta, ocasião em que treinava centenas de garotos no Estádio João Teotônio Ferreira, o Ferreirão, em Ipatinga.
Faleceu por volta das 13 horas de 18 de maio de 2019, vítima de uma pancreatite, após permanecer uma semana internado na Unidade 2 do Hospital Márcio Cunha, em Ipatinga.

## Estatísticas
Atualizado até 29 de setembro de 2018.
| Clube | Jogos | Vitórias | Empates | Derrotas | Aproveitamento |
| Total | 136   | 52       | 34      | 50       | 46.57%         |
| ----- | ----- | -------- | ------- | -------- | -------------- |

Jogos pelo CSA
Expanda a caixa de informações para conferir todos os jogos no comando do CSA.
|                                        | Data       | Local              | Resultado | Adversário     | Competição           |      |      |      |
| 2017                                   | 2017       | 2017               | 2017      | 2017           | 2017                 | 2017 | 2017 | 2017 |
| -------------------------------------- | ---------- | ------------------ | --------- | -------------- | -------------------- | ---- | ---- | ---- |
| 1.                                     | 14 de Maio | Maceió, Rei Pelé   | 3–0       | ASA            | Brasileiro - Série C |      |      |      |
| 2.                                     | 20 de Maio | São Luís, Castelão | 2–0       | Sampaio Corrêa | Brasileiro - Série C |      |      |      |
| Legenda: Vitórias — Empates — Derrotas |            |                    |           |                |                      |      |      |      |

## Títulos
Ipatinga
- Taça Minas Gerais de Futebol: 2011

Boa Esporte
- Campeonato Mineiro de Futebol do Interior: 2014
- Campeonato Brasileiro - Série C: 2016